# Maricourt
Maricourt é uma comuna francesa na região administrativa de Altos da França, no departamento de Somme. Estende-se por uma área de 7,52 km². Em 2010 a comuna tinha 182 habitantes (densidade: 24,2 hab./km²).